# IC 1095/1
IC 1095/1 је спирална галаксија у сазвијежђу Волар која се налази на листи објеката дубоког неба у Индекс каталогу.
Деклинација објекта је + 13° 40' 13" а ректасцензија 15h 8m 35,0s. Привидна величина (магнитуда) објекта IC 1095 износи 14,4 а фотографска магнитуда 15,2. IC 10951 је још познат и под ознакама MCG 2-39-3, CGCG 77-19, 8ZW 454, PGC 54063.